# Caterina d'Habsburg (filla de Ferran)
|  | Per a altres significats, vegeu «Caterina d'Habsburg». |

Caterina d'Habsburg (Viena, 15 de setembre del 1533 – Linz, 28 de febrer del 1572), fou arxiduquessa d'Àustria i reina consort de Polònia. Era una de les filles de l'emperador Ferran I del Sacre Imperi Romanogermànic i de la seva esposa Anna d'Hongria.

## Duquessa de Màntua
Caterina era un dels quinze fills que va tenir l'emperador Ferran I del Sacre Imperi Romanogermànic amb la seva esposa Anna d'Hongria. La major part de la seva infantesa la va passar al castell de Hofburg, a Innsbruck, on va rebre una educació basada en la religió catòlica i, a més, va aprendre italià i llatí. El 17 de març del 1543, Caterina va ser promesa a Francesc III Gonzaga, duc de Màntua i marquès de Montferrat. La unió seguia el desig del seu pare de cercar influències al nord d'Itàlia contra els interessos de França pel Milanesat. Caterina i Francesc tenien 9 i 10 anys respectivament i el matrimoni es va celebrar sis anys més tard, el 22 d'octubre del 1549. Caterina va viatjar des d'Innsbruck fins a Màntua escortada pel seu germà gran, Ferran. El seu dot era de 100.000 florins renans. El matrimoni va durar només quatre mesos, el jove duc va caure al llac de Como en ple hivern i va morir un temps després de pulmonia. Caterina va tornar a la llar familiar d'Innsbruck.

## Reina de Polònia

### Matrimoni
El maig del 1551, després de la mort de la segona esposa del rei de Polònia Segimon II August, el pare de Caterina li va proposar matrimoni amb la seva filla. Ferran cercava una aliança amb aquest rei per evitar una unió amb la seva germana Isabel Jagelló, i el fill d'aquesta, Joan Segimon Zápolya tots dos candidats a la successió del Regne d'Hongria. Tant Caterina com Segimon eren contraris al matrimoni. Caterina culpava Segimon d'haver maltractat la seva germana i primera esposa Elizabet d'Habsburg. Segimon temia que Caterina fos tan poc atractiva com la seva germana i que tingués la mateixa mala salut. Tanmateix, era un problema tenir el pare de Caterina en contra, ja que amenaçava de crear una aliança antipolonesa amb el tsar de Rússia.

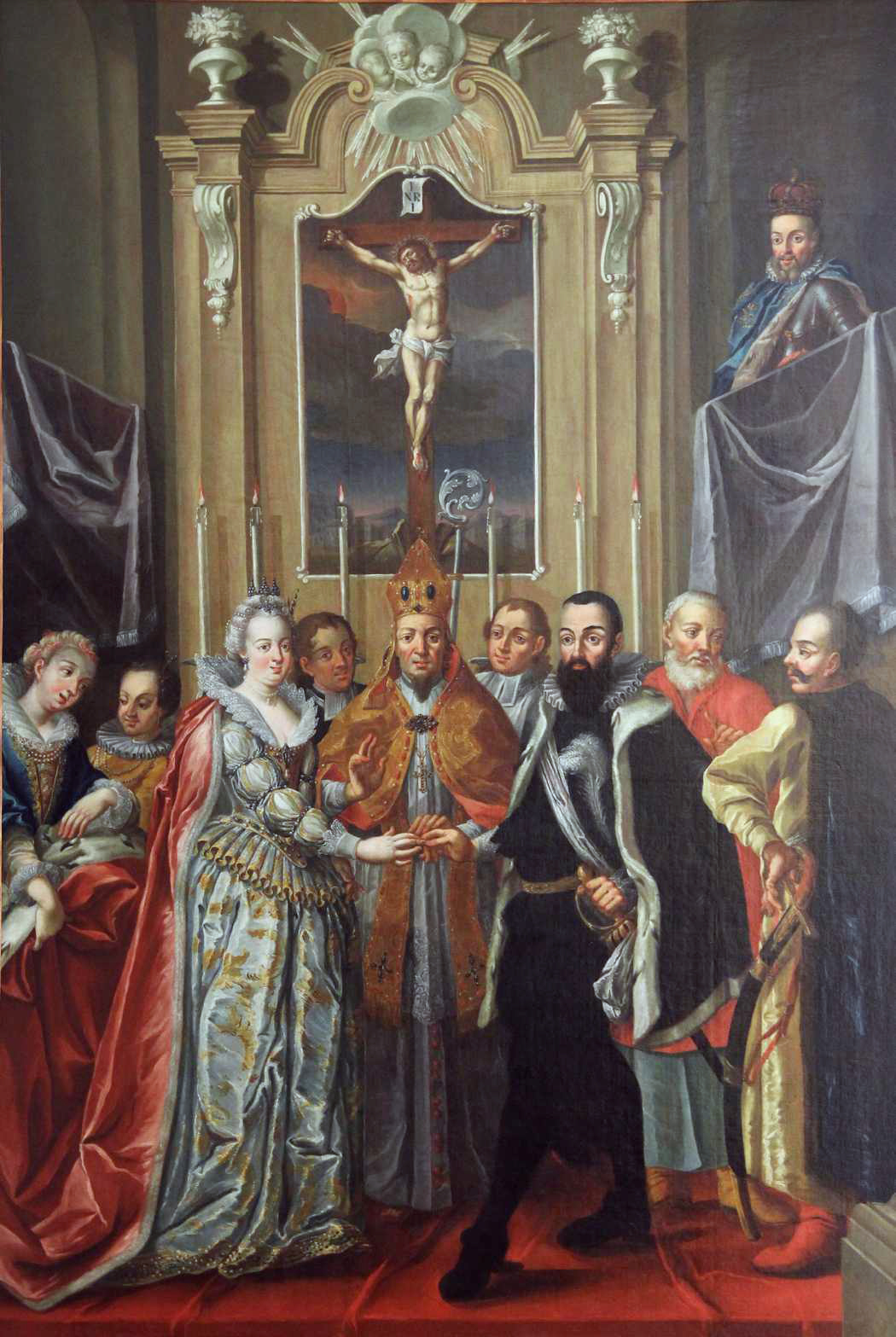
Matrimoni per poders entre Caterina i Mikołaj el Negre, en representació de Segimon de Polònia.

A començaments del 1553, Mikołaj el Negre, duc de Lituània, va viatjar a la cort de Ferran I, per tal de persuadir-lo de trencar la seva aliança amb el tsar Ivan el Terrible. Mikołaj el Negre també portava ordres de viatjar per explorar alternatives de matrimoni amb Mechthild filla del duc Guillem IV de Baviera o amb una de les filles d'Hèrcules II d'Este, duc de Ferrara. L'emperador, però, va aconseguir convèncer Mikołaj el Negre que el matrimoni entre la seva filla i Segimon era la millor opció. El missatger va enviar cartes plenes d'entusiasme a Segimon, el qual va cedir i va donar el seu consentiment el 10 d'abril del 1553. Van esperar rebre la dispensa papal, ja que eren cosins i l'acord matrimonial es va signar el 23 de juny. El mateix dia, es van casar per poders, mentre que el veritable matrimoni es va efectuar més tard, el 30 de juliol, ja que Segimon es trobava malalt quan la núvia va arribar. Les celebracions van durar deu dies. El dot de Caterina era de 100.000 florins, més 500 grzywnes de plata, 48 vestits molt cars i unes 800 joies.

### Vida amb Segimon
Caterina parlava italià i es podia comunicar amb la reina mare, Bona Sforza, i amb la família d'aquesta. Caterina es va interessar pels assumptes polítics de la cort polonesa, cosa que va causar la ira del seu marit. Tanmateix, Segimon es va esforçar al començament per tenir una bona relació amb ella, ja que necessitava tenir descendència i rentar el seu nom dels rumors que el culpaven d'haver maltractat la primera esposa. Pel febrer del 1554, la parella es va separar per primera vegada, ella estava a Parczew mentre que Segimon va anar a presidir una reunió de les corts (sejm general) a Lublin. Segons el secretari reial Michał Trzebuchowski, la reina estava molt amoïnada per la separació i es passava el temps plorant. Quan Segimon la va anar a visitar el 9 d'abril, Caterina li va dir que estava embarassada. A finals d'abril la parella va viatjar a Lituània i el 25 de maig van arribar a Vílnius on es van establir la seva residència. No se sap si la notícia de l'embaràs era falsa o si va tenir un avortament, però no hi va haver cap naixement l'octubre del 1554.
El matrimoni va continuar amb relativa normalitat. Sembla que Caterina va acompanyar el seu marit a un sejm general la primavera del 1555 i també se'ls va veure junts amb ocasió del matrimoni per poders entre Sofia Jagelló i Enric V, duc de Brunswick-Lüneburg el gener del 1556. Col·laborava en assumptes d'estat, per exemple fent de mediadora entre el seu marit i el seu pare, tenia correspondència freqüent amb Albert, duc de Prússia, i era coneguda per tenir opinions favorables als protestants. El pare de Caterina no va pagar el dot fins a finals del 1555 o tot just començar el 1556. Llavors va rebre (19 de gener del 1556) les ciutats de Wiślica, Żarnów, Radom, Nowy Korczyn, Kozienice, Chęciny, i Radoszyce.
A la primavera del 1556 la reina mare, Bona Sforza, va tornar a la seva terra natal, mentre que les seves dues filles fadrines: Anna Jagelló i Caterina Jagelló, van anar a viure a Vílnius. Sembla que les dues van fer amistat amb Caterina. L'estiu del 1558 la família reial va tornar a Polònia. A l'octubre Caterina es va posar greument malalta però ella no va permetre que cap metge polonès se li acostés. Quan el seu pare li va fer arribar un parell de metges austríacs, només van detectar febre alta i tremolors. Es va recuperar la primavera del 1559 i aquell estiu va haver una epidèmia al país, motiu pel qual es va traslladar a una altra ciutat. A començaments del 1560, passada l'alarma, va tornar a Vílnius però es va emmalaltir una altra vegada. Segimon estava convençut que es tractava d'epilèpsia, la mateixa malaltia que havia patit la seva primera esposa i es va començar a apartar d'ella.

### Trencament matrimonial
L'octubre del 1562, Caterina i el seu marit es van trobar per darrera vegada pel casament del duc Joan III de Suècia amb Caterina Jagelló, la germana de Segimon. Caterina va viure a Vílnius i a Hrodna abans que fos enviada a Radom l'abril del 1563. Segimon, de quaranta anys, va voler anul·lar el seu matrimoni per casar-se una altra vegada i tenir un hereu. El gener del 1565, Segimon va al·legar davant el nunci papal Giovanni Francesco Commendone que el seu matrimoni era pecaminós perquè s'havia casat amb la germana de la seva primera esposa i va afegir que ella odiava Polònia, que ella mateixa s'havia causat l'avortament del 1554 i que l'epilèpsia que patia era una tara física que no volia per a la seva descendència. Gràcies a la influència dels Habsburg amb el papat, Pius IV no va aprovar l'anul·lació.
El juliol del 1564, va morir el pare de Caterina i va ser succeït per Maximilià II. El nou emperador va enviar dos diplomàtics, Andreas Dudith i Wilhelm von Kurzbach, per mirar de reconciliar Segimon amb Caterina o, en cas de no aconseguir-ho, demanar a Segimon que la deixés marxar de Polònia. Al començament Segimon es va oposar a deixar-la marxar per por que augmentés el sentiment antipolonès a la cort dels Habsburg, però després va canviar de parer perquè li va semblar que la llunyania afavoriria els seus plans d'anul·lació matrimonial. A finals del 1565 Caterina va començar el viatge en direcció a Wieluń, però els nobles polonesos van interferir i el viatge cap a Viena es va ajornar fins al 8 d'octubre del 1566. En una carta escrita a Albert, duc de Prússia, un dia abans de marxar,Caterina va expressar el seu desig de tornar algun dia a Polònia.
Caterina va tenir una freda arribada a Viena, ja que se la culpava del fracàs matrimonial. L'emperador va demanar entrevistar-se en persona amb Segimon però ell s'hi va oposar. Pel març del 1567, Andreas Dudith va transmetre el missatge que el rei polonès es negava categòricament a conviure amb Caterina (fins i tot es va dir que preferia fer-se monjo si així l'alliberaven d'ella) i que no protestaria si la seva esposa es quedava per sempre a Àustria. Pel juny del mateix any, Caterina va tornar a emmalaltir greument i els metges van dir que es tractava de malenconia. Quan es va recuperar a l'octubre, es va traslladar a Linz on va viure els cinc darrers anys de la seva vida.
Segons un testimoni, Caterina vivia com una vídua, rebia 28.000 monedes d'or (guldens) anualment que li enviava Segimon per a ella i la seva cort de més de cinquanta persones. Tenia visites de familiars, llegia la Bíblia i altres llibres religiosos, va crear un jardí on cultivava herbes medicinals. Sembla que encara volia tornar a Polònia: quan Giovanni Francesco Commendone la va anar a visitar li va demanar amb llàgrimes que l'ajudés i no va deixar d'enviar cartes al seu marit. En el seu testament va demanar perdó a Segimon i li va deixar totes les joies que li havia regalat, mentre que la major part dels diners els va donar a la beneficència.
Caterina va morir el 28 de febrer del 1572 i fou sepultada a la capella del castell. Quan l'emperador Rodolf II, va manar fer obres al castell el 1599, van traslladar les seves restes al monestir de Sant Florian.